# Mahendragarh (huyện)
Huyện Mahendragarh là một huyện thuộc bang Haryana, Ấn Độ. Thủ phủ huyện Mahendragarh đóng ở Narnaul. Huyện Mahendragarh có diện tích 1683 ki lô mét vuông. Đến thời điểm năm 2001, huyện Mahendragarh có dân số 812022 người.